# Danh sách phim Bollywood 2016
Danh sách phim Bollywood công chiếu trong năm 2016

## Công chiếu

### Tháng 1 – Tháng 3
| Mở         | Tựa         | Thể loại        | Đạo diễn           | Phân vai                                    | Nguồn |
| ---------- | ----------- | --------------- | ------------------ | ------------------------------------------- | ----- |
| 15 tháng 1 | Vishwavijay | Hành động       | Prashast Singh     | Prashast Singh                              | [ 1 ] |
| 22 tháng 1 | Airlift     | Hành động/Drama | Raja Krishna Menon | Akshay Kumar, Nimrat Kaur                   | [ 2 ] |
| 12 tháng 2 | Fitoor      | Lãng mạn/Drama  | Abhishek Kapoor    | Aditya Roy Kapoor, Katrina Kaif, Tabu       | [ 3 ] |
| 12 tháng 2 | Sanam Re    | Lãng mạn        | Divya Khosla Kumar | Pulkit Samrat, Yami Gautam, Urvashi Rautela | [ 4 ] |
| 25 tháng 3 | Baadshaho   | Drama           | Milan Luthria      | Ajay Devgn                                  | [ 5 ] |

### Tháng 4 – Tháng 6
| Mở         | Tựa                      | Thể loại            | Đạo diễn                | Phân vai                                                                                         | Nguồn  |
| ---------- | ------------------------ | ------------------- | ----------------------- | ------------------------------------------------------------------------------------------------ | ------ |
| 15 tháng 4 | Dishoom                  | Action/Comedy       | Rohit Dhawan            | Varun Dhawan, John Abraham, Jacqueline Fernandez, Akshaye Khanna                                 | [ 6 ]  |
| 15 tháng 4 | Fan                      | Drama               | Maneesh Sharma          | Shah Rukh Khan, Waluscha De Sousa, Shriya Pilgaonkar                                             | [ 7 ]  |
| 29 tháng 4 | Baaghi: A Rebel for Love | Lqxng mạn/hành động | Sabbir Khan             | Tiger Shroff, Shraddha Kapoor Sudheer Babu Posani                                                | [ 8 ]  |
| 13 tháng 5 | Azhar                    | Biopic              | Tony D'Souza            | Emraan Hashmi, Prachi Desai, Nimrat Kaur, Huma Qureshi, Gautam Gulati, Nargis Fakhri             | [ 9 ]  |
| 13 tháng 5 | Mirziya                  | Lãng mạn            | Rakeysh Omprakash Mehra | Harshvardhan Kapoor, Saiyami Kher                                                                | [ 10 ] |
| 3 tháng 6  | Housefull 3              | Hài hước            | Sajid-Farhad            | Akshay Kumar, Abhishek Bachchan, Riteish Deshmukh, Jacqueline Fernandez, Amy Jackson, Elli Avram | [ 11 ] |
| 3 tháng 6  | Jagga Jasoos             | Hài hước/Drama      | Anurag Basu             | Ranbir Kapoor, Katrina Kaif, Govinda, Adah Sharma                                                | [ 12 ] |

### Tháng 7 – Tháng 9
| Mở         | Tựa          | Thể loại        | Đạo diễn           | Phân vai                                                | Nguồn  |
| ---------- | ------------ | --------------- | ------------------ | ------------------------------------------------------- | ------ |
| 8 tháng 7  | Raees        | kinh dị         | Rahul Dholakia     | Shah Rukh Khan, Nawazuddin Siddiqui, Mahira Khan        | [ 13 ] |
| 8 tháng 7  | Sultan       | Hành động/Drama | Ali Abbas Zafar    | Salman Khan                                             | [ 14 ] |
| 12 tháng 8 | Mohenjo Daro | Drama           | Ashutosh Gowariker | Hrithik Roshan, Pooja Hegde, Kabir Bedi, Arunoday Singh | [ 15 ] |

### Tháng 10-tháng 12
| Mở          | Tựa                | Thể loại       | Đạo diễn      | Phân vai                                                       | Nguồn         |
| ----------- | ------------------ | -------------- | ------------- | -------------------------------------------------------------- | ------------- |
| 28 tháng 10 | Ae Dil Hai Mushkil | Drama/Lãng mạn | Karan Johar   | Ranbir Kapoor, Anushka Sharma, Ashwariya Rai Bachchan          | [ 16 ]        |
| 28 tháng 10 | Shivaay            | Drama          | Ajay Devgn    | Ajay Devgn, Sayesha, Erika Kaar, Ali Kazmi, Jabbz Farooqi      | [ 17 ]        |
| 23 tháng 12 | Dangal             | Biopic         | Nitesh Tiwari | Aamir Khan, Zaira Wasim, Suhani Bhatnagar, Aparshakti Khurrana | [ 18 ] [ 19 ] |